# Dialetto arcado-cipriota
Il dialetto arcado-cipriota, o arcadico-cipriota è uno dei dialetti del ceppo centrale del greco antico. Esso è assai verosimilmente derivato in linea diretta dal dialetto miceneo parlato in Grecia nell'età del bronzo. 
Si tratta di uno dei meno conosciuti tra i gruppi delle parlate greche, per la scarsità di iscrizioni, la mancanza totale di una letteratura, e, nel caso di Cipro, per l'utilizzo di un 
alfabeto sillabico (il cosiddetto sillabario cipriota) poco adatto a rendere il suono della lingua greca.

## Area geografica di diffusione e storia

Distribuzione dei dialetti greci antichi in età classica, secondo Roger D. Woodard (2008)

Come lo stesso nome fa intuire, il dialetto arcado-cipriota era parlato in Arcadia e nell'isola di Cipro, due aree estremamente distanti e non direttamente collegate del Mediterraneo orientale grecizzato. La distribuzione geografica del dialetto arcado-cipriota costituisce uno dei casi più tipici a conferma della cosiddetta teoria delle onde del mutamento linguistico.
La ragione per cui questo dialetto ha una distribuzione così atipica risiede nelle complesse dinamiche che caratterizzano l'assestamento delle stirpi greche fra la fine della tarda età del bronzo e l'inizio dell'età del ferro, in séguito alla disintegrazione della civiltà micenea.
Com'è noto, la civiltà micenea va incontro a una fine violenta intorno al 1200 a.C. a causa delle scorrerie dei cosiddetti Popoli del Mare. Approfittando di tali situazioni di disordine e di conflitto, stirpi greche fino ad allora marginali o subalterne, come i Dori, prendono il sopravvento sui Micenei. Questi ultimi si rifugiano nell'entroterra del Peloponneso, in Arcadia, regione povera, adatta soprattutto alla pastorizia, abbandonando le regioni più fertili della Messenia, dell'Argolide e della Laconia, prima dominate dalle cittadelle ciclopiche di Ano Englianos (Pilo), di Sparta (il cosiddetto Menelaeion), di Micene, di Tirinto. Mentre anche il tardo regno Miceneo di Cidonia, nel nord-ovest di Creta, viene spazzato via, insieme all'emporio di Mileto e alla testa di ponte di Ilio, conquistata forse intorno al 1250 a.C., un'enclave micenea sopravvive a Cipro, anticamente interessata dalla frequentazione e dalla colonizzazione micenea.

## Alfabeto
La storia delle scritture in cui è conservato il dialetto arcado-cipriota presenta tratti notevolissimi, rispetto a quella degli alfabeti degli altri dialetti greci. Mentre in Arcadia si afferma ben presto un alfabeto epicorico occidentale, derivato dall'alfabeto fonetico fenicio, a Cipro, sin dall'VIII secolo, è presente una scrittura sillabica, il cosiddetto sillabario cipriota, che, prima di essere soppiantato nella pratica dall'alfabeto fonetico, evolve da una fase più antica (sillabario cipriota arcaico) a una fase più evoluta (sillabario cipriota classico).
Il sillabario cipriota è in effetti un'evoluzione della scrittura Lineare B. A partire dal sillabario cipriota l'archeologo Michael Ventris riuscì, nel 1953 a decifrare la scrittura lineare B, scoprendo che la civiltà micenea, che rappresentava la fase tarda e più avanzata della cosiddetta civiltà elladica, si esprimeva in un dialetto greco estremamente arcaico. 
Di qui si comprende come mai l'arcado-cipriota e la sua scrittura rivestano un ruolo fondamentale sia per la conoscenza della più arcaica storia greca, sia per la ricostruzione delle fasi evolutive più remote della lingua greca, sia, infine, per i suoi contributi, in termini di dati linguistici, alla ricostruzione dell'indoeuropeo.

## Caratteristiche grammaticali dell'arcado-cipriota
L'arcado-cipriota presenta sia tratti innovativi sia tratti conservativi, che ne fanno un'entità linguistica assai particolare, nel contesto dei dialetti greci. Di fatto, è il dialetto greco di più antica attestazione (risalendo all'età del bronzo). Forse solo il dialetto dorico può vantare qualche attestazione altrettanto arcaica, sebbene le tracce del dorico nella tarda età del bronzo siano alquanto sporadiche nelle tavolette micenee.

## Fonetica
Alcuni tratti fonetici dell'arcado-cipriota erano propri in parte già del dialetto miceneo.

### Vocali e sonanti
- L'arcado-cipriota muta in ορ ρο ον νo le antiche *r e *n sonanti dell'indoeuropeo. Questo dà luogo a forme assai peculiari (ad esempio βροχύς, dove lo ionico-attico e il dorico hanno βραχύς, dall'indoeuropeo *brgwhùs, breve -cfr. latino brevis). Questa caratteristica accomuna l'arcado-cipriota al dialetto eolico. Tale similitudine fra eolico e arcado-cipriota è verosimilmente dovuta a un'antica vicinanza fra l'antenato arcaico dell'eolico e il dialetto miceneo nel Peloponneso dell'età del bronzo. Già l'antichissimo dialetto miceneo infatti attesta questo mutamento fonetico peculiare.

- Talora l'arcado-cipriota mostra una ε dove gli altri dialetti greci hanno una α: così κρέτος, "forza", al posto dell'attico κράτος. Si tratta di un trattamento peculiare della sonante *r.

- L'arcado-cipriota altera in υ (pronunciato /u/) la ο finale: ad es. ἀπύ, "da", mentre l'attico ha ἀπό.

- L'arcado-cipriota conserva il digamma in età classica, come il dorico: ad es. κατέϝοργον, aoristo ("io operai").

### Consonanti -alterazioni notevoli
Nell'ambito del trattamento delle consonanti c'è da osservare che:
- l'arcado-cipriota mostra un gruppo πτ al posto di π in parole come πτόλις "città", πτόλεμος, "guerra", al posto delle forme attiche πόλις, πόλεμος. Tale situazione era già nel dialetto miceneo, come attestano alcune tavolette, e soprattutto la sopravvivenza di tali forme nel dialetto omerico, che mostra fenomeni relitto del miceneo.

- soltanto il cipriota mostra evoluzioni particolari: la labiovelare del miceneo kw diventa sempre π  nel dialetto di Cipro, ma non nella variante d'Arcadia, che risente degli influssi di altri dialetti. Perciò a Cipro si trova  πείσει, "pagherà" invece di τείσει, πίσυρες "4" invece di  τέτταρες (attico) o τέτορες (dorico), πέμπε "5" invece di πέντε.

- la preposizione μετά, in cipriota appare come πεδά. L'alternanza fra queste due forme è già testimoniata nell'età del bronzo dalle tavolette micenee in Lineare B.

- il gruppo πρ si semplifica in π: πός, "a", invece di πρός.

## Morfologia
Della morfologia dell'arcado-cipriota vanno sottolienati questi tratti notevoli:
- nell'ambito dei pronomi, il dimostrativo ὅνε (cipriota), ὁνί (arcadico).

- nell'ambito della flessione verbale, un dato importantissimo. Le desinenze primarie (del presente, del perfetto e del futuro) medio-passive di seconda e terza persona singolare e di terza persona plurale hanno la forma -σοι -τοι -ντοι, mentre in tutti gli altri dialetti greci hanno la forma -σαι -ται -νται. La testimonianza dell'arcado-cipriota è fondamentale, ed è confermata dal dialetto miceneo. Ciò indica che le desinenze dell'arcado-cipriota erano originarie, mentre quelle degli altri dialetti greci innovano per analogia, a partire dalla prima persona -μαι. La scoperta di queste desinenze nel miceneo ha permesso di correggere la ricostruzione del medio del verbo dell'indoeuropeo. Esso appare costituito da desinenze secondarie  *-so *-to *-nto, più il suffisso *-i tipico delle desinenze primarie nell'attivo.

- l'arcado-cipriota sostituisce i verbi contratti dell'attico con verbi atematici (κάλημι invece di καλέω, "chiamo").

## Sintassi
Mentre tutti i dialetti greci sono abbastanza omogenei nella sintassi delle preposizioni, l'arcado-cipriota mostra un trattamento autonomo di preposizioni come ἐκ, che va col dativo, invece che col genitivo, come nelle altre varianti dialettali del greco antico.